# Arturo Ambrosio

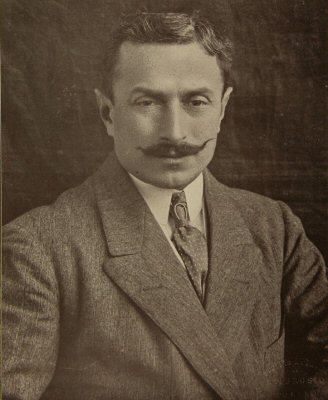
Arturo Ambrosio (1913)

Arturo Ambrosio (* 1869 in Turin, Italien; † 1960) war ein italienischer Produzent und Regisseur und wird als Vater der italienischen Filmindustrie betrachtet.

## Leben
Er kam zur aufkeimenden Filmindustrie über das Ausrüstungsgeschäft mit optischen Geräten, welches er besaß. Dort fing er 1904 an, Dokumentarfilme zu filmen und zu produzieren, es waren die ersten, die in Italien hergestellt wurden. Im darauf folgenden Jahr, gründete Ambrosio das erste italienische Filmstudio, Film Ambrosio, und fuhr fort, Dokumentarfilme zu drehen.
Schließlich begann er damit, fiktive Filme zu produzieren und wurde für seine epischen Werke, insbesondere Die letzten Tage von Pompeji (1908), bekannt. 1911 fand bei der Expo Internazionale, der Weltausstellung in Turin, wo Ambrosio auch seine Produktionsfirma Film Ambrosio unterhielt, der erste Filmwettbewerb der Geschichte statt und Ambrosio gewann den allerersten Filmpreis der Welt. Im nächsten Jahr ging er nach Russland und half die dortige Filmindustrie aufzubauen. In den späten 1910er Jahren gründete Ambrosio die U.C.I., eine Produktionsfirma, die zur Herstellung von Spektakeln wie Theodora (1919) verwendet wurde, jedoch waren sie im Allgemeinen erfolglos. Ambrosio zog sich vom Filmemachen 1943 zurück, nachdem er an die 14.000 Filme produziert hatte.

## Filmografie (Auswahl)
- 1908: Die letzten Tage von Pompeji (Gli ultimi giorni di Pompeii)
- 1912: Nozze d’Oro
- 1913: Die außergewöhnlichen Abenteuer des Saturnino Farandola (Le avventure straordinarissime di Saturnino Farandola)
- 1916: Cenere
- 1919: Theodora, die Sklavenprinzessin (Teodora)
- 1924: Quo Vadis?